# 42 (álbum)
42 es el tercer álbum de estudio del cantante panameño Sech. Fue lanzado al mercado bajo el sello discográfico Rich Music el 15 de abril de 2021. Están incluidas las participaciones de Wisin & Yandel, Rauw Alejandro, Nicky Jam, entre otros.
El álbum cuenta con el sencillo «911», el cual logró alcanzar la posición #12 en el Hot Latin Songs de Billboard, además de casi 200 millones de reproducciones en Spotify en solo 4 meses. También cuenta con otras canciones destacadas como «Sal y perrea».
Tras la publicación de 42, Sech fue objeto de críticas por presuntamente haber copiado la canción «Punto y Aparte» del artista puertorriqueño «Tego Calderón» en su tema «Sal y perrea». Debido a la polémica por plagiar a «Tego Calderón», Sech anunció 1 mes antes de lanzar el remix de «Sal y perrea» que incluiría en los créditos a los «Luny Tunes» (creadores el beat de «Punto y aparte»), y que ambos recibirían una compensación por las regalías de la canción.

## Lista de canciones
| N.º   | Título                                   | Duración |  |
| 1.    | «Pata' Abajo» (con Wisin & Yandel)       | 4:05     |  |
| 2.    | «Mi Ex»                                  | 3:03     |  |
| 3.    | «¿Qué Somos?»                            | 2:52     |  |
| 4.    | «Te Acuerdas» (con Arcángel)             | 3:47     |  |
| 5.    | «Feliz De Mentira»                       | 3:11     |  |
| 6.    | «PSL»                                    | 2:55     |  |
| 7.    | «Playa» (con Nicky Jam y Rauw Alejandro) | 3:12     |  |
| 8.    | «Duvibes»                                | 3:00     |  |
| 9.    | «911»                                    | 3:35     |  |
| 10.   | «Sal y perrea»                           | 3:36     |  |
| 11.   | «Wao»                                    | 2:58     |  |
| 36:19 |                                          |          |  |